# Xestiodion
Xestiodion is een kevergeslacht uit de familie van de boktorren (Cerambycidae). De wetenschappelijke naam van het geslacht werd voor het eerst geldig gepubliceerd in 1981 door Fragoso.

## Soorten
Xestiodion omvat de volgende soorten:
- Xestiodion annulipes (Buquet, 1844)
- Xestiodion pictipes (Newman, 1838)
- Xestiodion similis (Melzer, 1920)